# Valencia (Wenezuela)
Valencia – miasto w stanie Carabobo w północnej Wenezueli, w Górach Karaibskich. Około 1,9 mln mieszkańców w aglomeracji. Ośrodek turystyczny.
Miasto założone zostało 25 marca 1555 przez kapitana Alonso Díaza Moreno.
W mieście rozwinął się przemysł spożywczy, włókienniczy, cementowy oraz drzewny.
Od 1852 r. w mieście działa uniwersytet.

## Galeria

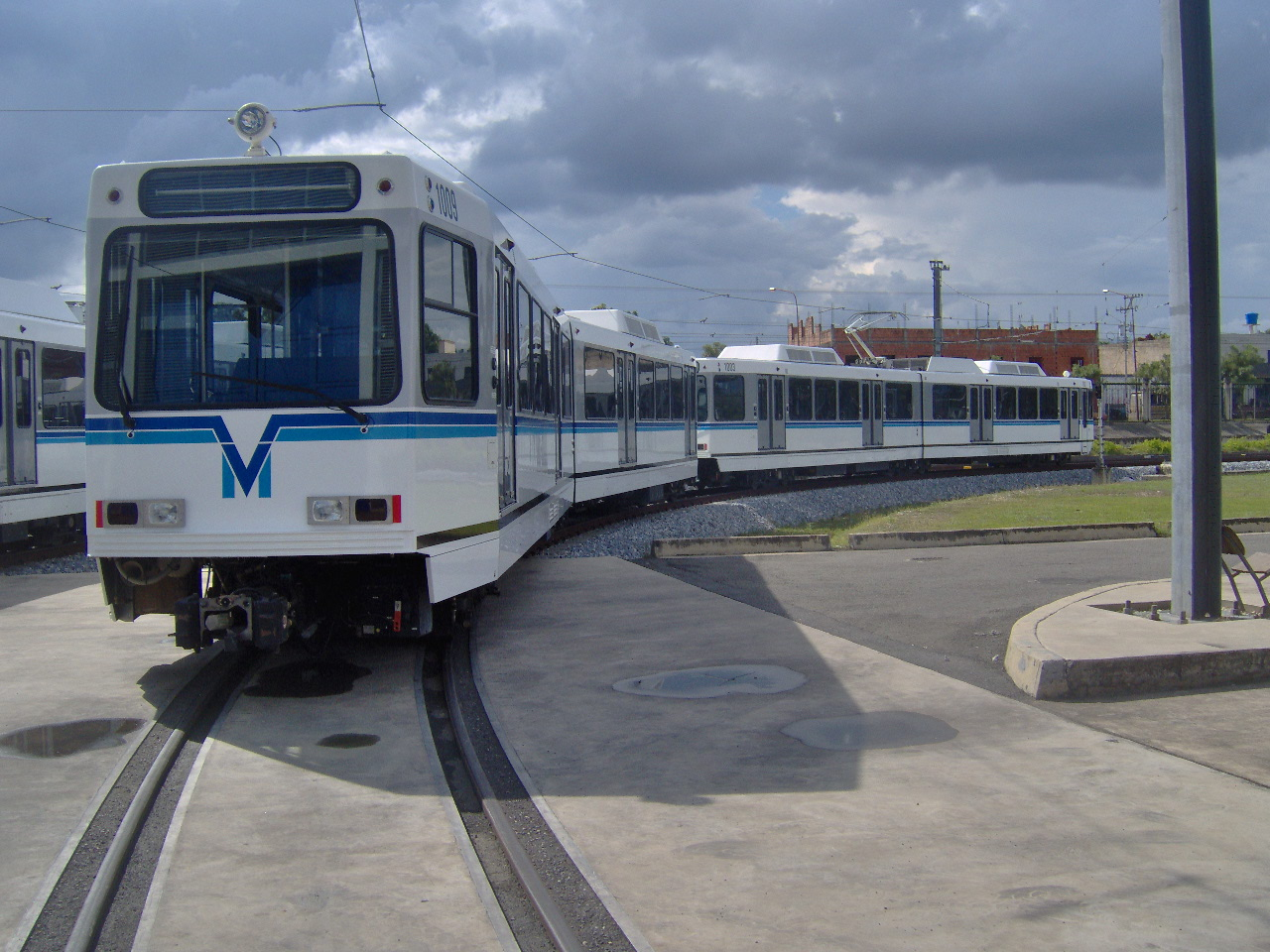

## Miasta partnerskie
- Neapol, Włochy
- Walencja, Hiszpania
- Sybin, Rumunia
- Naguanagua, Wenezuela
- Płowdiw, Bułgaria